# Tour de France 2016/8. Etappe
Die 8. Etappe der Tour de France 2016 wurde am 9. Juli 2016 ausgetragen. Die Hochgebirgsetappe führte über 184 Kilometern von Pau nach Bagnères-de-Luchon. Es gab eine Bergwertung der 2. Kategorie, zwei der 1. Kategorie und eine der Hors Catégorie sowie einen Zwischensprint in Esquièze-Sère nach 67 Kilometern.

## Rennverlauf
Es gab viele nicht erfolgreiche Attacken auf der Strecke bis zur ersten Sprintwertung bei Esquièze-Sère (bei 67 km). Das Peloton fuhr ein sehr hohes Tempo, zeitweilig um die 55 km/h. Kurz vor der Sprintwertung rissen 13 Fahrer aus dem Peloton aus und diese machten die Punktevergabe unter sich aus.
Nach der Sprintwertung begann der Aufstieg zum Col du Tourmalet (Gipfel bei 86 km) von Westen her. Diese Strecke zeichnet sich gegenüber dem Aufstieg von Osten her dadurch aus, dass sie kürzer ist, eine konstantere Steigung hat, aber im Durchschnitt steiler ist. Die steilste Stelle des West-Aufstiegs befindet sich nahe dem Gipfel mit 11 % Steigung.
Die Spitzengruppe beim Anstieg zum Col du Tourmalet bestand aus drei Fahrern: Thibaut Pinot (FDJ), Arnold Jeannesson (COF) und Rafał Majka (TNK). Arnold Jeannesson fiel aus dem Führungstrio heraus, das verbleibende Duo fuhr weiter mit einer bis zwei Minuten Vorsprung gegenüber dem Peloton. Tony Martin (EQS) schloss sich Jeannesson in der zweiten Verfolgergruppe an, die 20 Sekunden hinter der Rennspitze lag und gelangte dann sogar in die Spitzengruppe. Hinter dem Peloton mussten sich einige Fahrer zurückfallen lassen, darunter Mark Cavendish (DDD) im Grünen Trikot und Greg Van Avermaet (BMC) im Gelben Trikot.
Der Anstieg zum Hourquette d’Ancizan um 15:00 Uhr wurde von der Ausreißergruppe Thibaut Pinot, Rafal Majka und Tony Martin angeführt, die 2:40 Minuten vor dem Peloton mit 177 von 198 Fahrern lagen. Bei der zweiten Bergwertung um 15:30 Uhr hatte das Peloton, angeführt von Team Sky und Movistar Team, den Abstand zur Spitze auf etwa 1:30 Minuten verkürzt. Während des Anstiegs zum Col de Peyresourde holte das Peloton dann das Führungstrio ein, die neue Spitzengruppe bestand aus über 30 Fahren, darunter viele Favoriten auf das Gesamtklassement, darunter Chris Froome (SKY) und Nairo Quintana (MOV).
Am Gipfel begannen die Favoriten, sich gegenseitig zu attackieren, und die Spitzengruppe verkleinerte sich auf 14 Fahrer. Chris Froome attackierte noch einmal kurz vor dem letzten Gipfel und ging als Erster in die Abfahrt, während der er ständig seinen Abstand vergrößerte, zuletzt auf über 20 Sekunden.
Mit dem Etappensieg rückte Chris Froome in der Gesamtwertung auf Platz 1 vor und übernahm damit das Gelbe Trikot. Adam Yates (OBE) konnte seinen zweiten Platz behalten und sogar den Rückstand kräftig reduzieren. Gleichauf mit ihm lag Joaquim Rodríguez (KAT), der auch die Etappe in der gleichen Zeit fuhr. Bei den Punktewertungen konnte Peter Sagan (TNK) bei der Zwischenwertung zwei Punkte gewinnen, er lag nur noch fünf Punkte hinter dem Zweitplatzierten Marcel Kittel (EQS). Bei der Bergwertung gab es ein neues Spitzentrio mit Rafał Majka an erster Stelle und mit nur einem Punkt dahinter Thibaut Pinot. Team Sky konnte bei der Teamwertung seinen Abstand zu BMC Racing Team von 4:16 min auf 1:34 min verkürzen. Zum kämpferischsten Fahrer wurde Thibaut Pinot von der Jury gewählt.

## Punktewertungen
| Zwischensprint in Esquièze-Sère nach 67,0 km auf 700 m |             |                                 |         |
| 1.                                                     | Australien  | Michael Matthews (OBE)          | 20 Pkt. |
| 2.                                                     | Frankreich  | Mickaël Chérel (ALM)            | 17 Pkt. |
| 3.                                                     | Belgien     | Jasper Stuyven (TFS)            | 15 Pkt. |
| 4.                                                     | Niederlande | Stef Clement (IAM)              | 13 Pkt. |
| 5.                                                     | Deutschland | Paul Voß (BOA)                  | 11 Pkt. |
| 6.                                                     | Niederlande | Tom Dumoulin (TGA)              | 10 Pkt. |
| 7.                                                     | Niederlande | Dylan van Baarle (CDT)          | 9 Pkt.  |
| 8.                                                     | Frankreich  | Romain Sicard (DEN)             | 8 Pkt.  |
| 9.                                                     | Spanien     | Luis León Sánchez (AST)         | 7 Pkt.  |
| 10.                                                    | Spanien     | Jesús Herrada (MOV)             | 6 Pkt.  |
| 11.                                                    | Spanien     | Daniel Navarro (COF)            | 5 Pkt.  |
| 12.                                                    | Russland    | Ilnur Asatowitsch Sakarin (KAT) | 4 Pkt.  |
| 13.                                                    | Niederlande | Wout Poels (SKY)                | 3 Pkt.  |
| 14.                                                    | Slowakei    | Peter Sagan (TNK)               | 2 Pkt.  |
| 15.                                                    | Frankreich  | Thibaut Pinot (FDJ)             | 1 Pkt.  |

| Etappenziel in Bagnères-de-Luchon nach 184,0 km auf 632 m |                        |                          |         |
| 1.                                                        | Vereinigtes Konigreich | Chris Froome (SKY)       | 20 Pkt. |
| 2.                                                        | Irland                 | Daniel Martin (EQS)      | 17 Pkt. |
| 3.                                                        | Spanien                | Joaquim Rodríguez (KAT)  | 15 Pkt. |
| 4.                                                        | Frankreich             | Romain Bardet (ALM)      | 13 Pkt. |
| 5.                                                        | Tschechien             | Roman Kreuziger (TNK)    | 11 Pkt. |
| 6.                                                        | Italien                | Fabio Aru (AST)          | 10 Pkt. |
| 7.                                                        | Vereinigtes Konigreich | Adam Yates (OBE)         | 9 Pkt.  |
| 8.                                                        | Spanien                | Alejandro Valverde (MOV) | 8 Pkt.  |
| 9.                                                        | Niederlande            | Bauke Mollema (TFS)      | 7 Pkt.  |
| 10.                                                       | Australien             | Richie Porte (BMC)       | 6 Pkt.  |
| 11.                                                       | Kolumbien              | Nairo Quintana (MOV)     | 5 Pkt.  |
| 12.                                                       | Vereinigte Staaten     | Tejay van Garderen (BMC) | 4 Pkt.  |
| 13.                                                       | Sudafrika              | Louis Meintjes (LAM)     | 3 Pkt.  |
| 14.                                                       | Kolumbien              | Sergio Henao (SKY)       | 2 Pkt.  |
| 15.                                                       | Deutschland            | Emanuel Buchmann (BOA)   | 1 Pkt.  |

## Bergwertungen
| Col du Tourmalet Kategorie HC nach 86,0 km auf 2115 m 19 km bei 7,4 % |                        |                          |         |
| 1.                                                                    | Frankreich             | Thibaut Pinot (FDJ)      | 25 Pkt. |
| 2.                                                                    | Polen                  | Rafał Majka (TNK)        | 20 Pkt. |
| 3.                                                                    | Deutschland            | Tony Martin (EQS)        | 16 Pkt. |
| 4.                                                                    | Frankreich             | Romain Sicard (DEN)      | 14 Pkt. |
| 5.                                                                    | Spanien                | Mikel Landa (SKY)        | 12 Pkt. |
| 6.                                                                    | Spanien                | Alejandro Valverde (MOV) | 10 Pkt. |
| 7.                                                                    | Spanien                | Mikel Nieve (SKY)        | 8 Pkt.  |
| 8.                                                                    | Kolumbien              | Sergio Henao (SKY)       | 6 Pkt.  |
| 9.                                                                    | Vereinigtes Konigreich | Chris Froome (SKY)       | 4 Pkt.  |
| 10.                                                                   | Niederlande            | Wout Poels (SKY)         | 2 Pkt.  |

| Hourquette d’Ancizan Kategorie 2 nach 120,0 km auf 1564 m 8,2 km bei 4,9 % |             |                     |        |
| 1.                                                                         | Frankreich  | Thibaut Pinot (FDJ) | 5 Pkt. |
| 2.                                                                         | Polen       | Rafał Majka (TNK)   | 3 Pkt. |
| 3.                                                                         | Deutschland | Tony Martin (EQS)   | 2 Pkt. |
| 4.                                                                         | Spanien     | Mikel Landa (SKY)   | 1 Pkt. |

| Col de Val Louron-Azet Kategorie 1 nach 168,5 km auf 1580 m 10,7 km bei 6,8 % |                        |                      |         |
| 1.                                                                            | Niederlande            | Wout Poels (SKY)     | 10 Pkt. |
| 2.                                                                            | Vereinigtes Konigreich | Chris Froome (SKY)   | 8 Pkt.  |
| 3.                                                                            | Polen                  | Rafał Majka (TNK)    | 6 Pkt.  |
| 4.                                                                            | Kolumbien              | Sergio Henao (SKY)   | 4 Pkt.  |
| 5.                                                                            | Vereinigtes Konigreich | Geraint Thomas (SKY) | 2 Pkt.  |
| 6.                                                                            | Kolumbien              | Nairo Quintana (MOV) | 1 Pkt.  |

| Col de Peyresourde Kategorie 1 nach 168,5 km auf 1569 m 7,1 km bei 7,8 % |                        |                          |         |
| 1.                                                                       | Vereinigtes Konigreich | Chris Froome (SKY)       | 10 Pkt. |
| 2.                                                                       | Kolumbien              | Nairo Quintana (MOV)     | 8 Pkt.  |
| 3.                                                                       | Kolumbien              | Sergio Henao (SKY)       | 6 Pkt.  |
| 4.                                                                       | Australien             | Richie Porte (BMC)       | 4 Pkt.  |
| 5.                                                                       | Irland                 | Daniel Martin (EQS)      | 2 Pkt.  |
| 6.                                                                       | Vereinigte Staaten     | Tejay van Garderen (BMC) | 1 Pkt.  |

## Aufgaben
- Michael Mørkøv (KAT): Aufgabe während der Etappe nach Sturzfolgen einer früheren Etappe